# Flandres Oriental
Flandres Oriental (Oost-Vlaanderen em neerlandês, Flandre orientale em francês, Ostflandern em alemão, East Flandres em inglês) é uma província da Bélgica, localizada na região de Flandres. Sua capital é a cidade de Gante.
Faz fronteira com (a partir do norte e no sentido horário): Países Baixos, província de Antuérpia, província do Brabante Flamengo, província de Hainaut e província da Flandres Ocidental.

## Municípios
A província está dividida em seis distritos administrativos ou arrondissements (em neerlandês: arrondissementen), num total de 65 municipalidades.
| Distrito                     | Distrito de Gante: | Distrito de Oudenaarde: | Distrito de Eeklo:                                                 | Distrito de Aalst: | Distrito de Dendermonde:                                                                                   | Distrito de Sint-Niklaas:                                                           |
| Localização                  | | |                                                                    | | |                                                                                     |
| HASC NUTS INS População Área | BE.OV.GT BE234 44 500.794 944km² | BE.OV.OD BE235 45 114.609 419km²                                                                                               | BE.OV.EK BE233 43 79.374 334km²                                    | BE.OV.AL BE231 41 262.542 469km²                                                                                          | BE.OV.DM BE232 42 186.991 343km²                                                                           | BE.OV.SN BE236 46 225.826 475km²                                                    |
| Municípios                   | - Aalter - Deinze - De Pinte - Destelbergen - Evergem - Gavere - Gante - Knesselare - Lochristi - Lovendegem - Melle - Merelbeke - Moerbeke - Nazareth - Nevele - Oosterzele - Sint-Martens- Latem - Waarschoot - Wachtebeke - Zomergem - Zulte | - Brakel - Horebeke - Kluisbergen - Kruishoutem - Lierde - Maarkedal - Oudenaarde - Ronse - Wortegem- Petegem - Zingem - Zwalm | - Assenede - Eeklo - Kaprijke - Maldegem - Sint-Laureins - Zelzate | - Aalst - Denderleeuw - Erpe-Mere - Geraardsbergen - Haaltert - Herzele - Lede - Ninove - Sint-Lievens- Houtem - Zottegem | - Berlare - Buggenhout - Dendermonde - Hamme - Laarne - Lebbeke - Waasmunster - Wetteren - Wichelen - Zele | - Beveren - Kruibeke - Lokeren - Sint-Gillis- Waas - Sint-Niklaas - Stekene - Temse |